# Felix Jordan
Felix Jordan (* 1998 in Hamburg) ist ein deutscher Schauspieler.

## Leben
Felix Jordan beendete im Juni 2016 seine Schulausbildung mit dem Abitur am Alstergymnasium in Henstedt-Ulzburg. In einer Schulproduktion von High School Musical, in der er im Jahre 2016 die Hauptrolle des Troy Bolton übernahm, sammelte er seine ersten Bühnenerfahrungen.
In der Fernsehserie Die Pfefferkörner hatte er im Dezember 2016 sein TV-Debüt. Er spielte eine Episodenhauptrolle als Julius Herrhausen, wo er der Bruder von Pinjas Mitschülerin Joëlle war.
Ab Anfang Dezember 2017 stand Felix Jordan für die 15. Staffel der ARD-Fernsehserie Rote Rosen in Lüneburg vor der Kamera. Er spielte Moritz Röder, den Sohn der Serienhauptfigur Sonja Röder (Madeleine Niesche), einen 17-jährigen intelligenten und sensiblen Jungen, der an Diabetes leidet, und eine Ausbildung zum Koch macht. Felix Jordan gehörte zum neuen Hauptcast der ARD-Serie Rote Rosen. Jordan war von Folge 2611 (März 2018) bis zur Folge 2775 (November 2018) zu sehen.
In der 16. Staffel der ZDF-Serie SOKO Wismar (2019) übernahm er eine Episodenrolle als Oberstufenschüler und „Prankster“ Jannik Claasen. In der 9. Staffel der ARD-Familienserie Familie Dr. Kleist (2019) spielte er eine der Episodenhauptrollen als Simon Rabe, ein junger Mann aus gutem Hause, der illegale Autorennen fährt.
Felix Jordan lebt in Hamburg.

## Filmografie (Auswahl)
- 2016: Die Pfefferkörner: Gewissensfragen (Fernsehserie, Episodenhauptrolle)
- 2018: Rote Rosen (Fernsehserie, Serienhauptrolle)
- 2019: SOKO Wismar: Zu Tode erschreckt (Fernsehserie, Episodenrolle)
- 2019: Familie Dr. Kleist: Süße Geheimnisse (Fernsehserie, Episodenhauptrolle)
- 2019: Weingut Wader – Neue Wege (Fernsehreihe)
- 2021: Waldgericht – Ein Schwarzwaldkrimi (Fernsehreihe)
- 2024: In aller Freundschaft – Die jungen Ärzte: Zukunft (Fernsehserie)